# Trachelipus ratzeburgii
Trachelipus ratzeburgii är en kräftdjursart som först beskrevs av Brandt 1833.  Trachelipus ratzeburgii ingår i släktet Trachelipus och familjen Trachelipodidae.

## Underarter
Arten delas in i följande underarter:
- T. r. illyricus
- T. r. pedemontanus
- T. r. ratzeburgii